# Євагрій Константинопольський
Євагрій ( грец. Ευάγριος; ? — 380) — архієпископ Константинополя протягом короткого часу в 370 році, і, можливо, в 380.
Після смерті Євдоксія Антіохійського 370 року аріани обрали архієпископом Демофіла, а єдиносутні християни обрали поміж своїх маловідомого Євагрія. Колишній єпископ Антіохії Євстафій, який на той час таємно прибув до Константинополя для посилення позицій єдиносутності, звів Євагрія в сан.

Але через кілька місяців імператор Валент, побоюючись заворушень, вислав Євстафія і Євагрія у різні міста. Євагрій залишався у вигнанні до самої смерті.
Деякі джерела стверджують, що його вдруге обрали в 379 або 380 році, після вигнання Демофіла імператором Феодосієм I.[джерело?]